# Agrahara Bachahalli
Agrahara Bachahalli là một làng thuộc tehsil Krishnarajpet, huyện Mandya, bang Karnataka, Ấn Độ.